# Drumettaz-Clarafond
Drumettaz-Clarafond ist eine französische Gemeinde mit 3016 Einwohnern (Stand 1. Januar 2022) im Département Savoie in der Region Auvergne-Rhône-Alpes. Sie gehört zum Arrondissement Chambéry und ist Mitglied im Gemeindeverband Communauté d’agglomération Grand Lac. Die Bewohner werden Drumettans und Drumettanes genannt.

## Geographie
Drumettaz-Clarafond liegt auf 380 m, nahe bei Aix-les-Bains, etwa 10 km nördlich der Stadt Chambéry (Luftlinie). Das Dorf erstreckt sich im Nordwesten des Département Savoie, am westlichen Rand des Massivs der Bauges und am Fuß des Mont Revard, nahe dem Lac du Bourget an aussichtsreicher Lage rund 100 m über der Talmulde des Tillet.
Die Fläche des 11,38 km² großen Gemeindegebiets umfasst einen Abschnitt im Alpenvorland. Die westliche Grenze verläuft entlang dem kanalisierten Tillet, der das Gebiet nach Norden zum Lac du Bourget entwässert. Er fließt durch eine breite Talmulde, die durch den Höhenrücken von Viviers-du-Lac von der westlich angrenzenden Talebene von Chambéry getrennt ist. Vom Tillet erstreckt sich das Gemeindeareal ostwärts über die 1 km breite Talebene und den sanft ansteigenden Hang von Drumettaz. Daran schließt sich der bewaldete Steilhang des Mont Revard an, der durch markante, senkrecht abfallende Felswände geprägt ist. Auf dem Hochplateau des Mont Revard wird mit rund 1500 m die höchste Erhebung von Drumettaz-Clarafond erreicht.
Die Gemeinde besteht aus verschiedenen Ortsteilen und Weilersiedlungen, nämlich:
- Drumettaz (280 m) in der Talebene des Tillet
- Clarafond (460 m) am Fuß des Mont Revard
- Sérages (420 m) am Fuß des Mont Revard
- Freseney (440 m) am Fuß des Mont Revard

Nachbargemeinden von Drumettaz-Clarafond sind Aix-les-Bains und Mouxy im Norden, Les Déserts im Osten, Verel-Pragondran und Méry im Süden sowie Viviers-du-Lac im Westen.

## Geschichte
Fundstücke aus der Bronzezeit weisen auf eine sehr frühe Besiedlung des Gemeindegebietes hin. Drumettaz wird im Jahr 1232 unter dem Namen Drumetaz erstmals urkundlich erwähnt; von 1568 ist die Bezeichnung Drumete überliefert. Clarafond erscheint im Jahr 1100 als Ecclesia Clarafontis erstmals in den Urkunden. Der Ortsname geht auf die lateinischen Wörter clarus (klar) und fons (Quelle) zurück.
Im Jahre 1110 gründete Bischof Hugo von Grenoble das Priorat Saint-Maurice in Clarafond. Das Augustinerpriorat wurde im späten 16. Jahrhundert aufgegeben und zerfiel in der nachfolgenden Zeit. Drumettaz gehörte zum Herrschaftsgebiet von Aix und war Mittelpunkt einer eigenen kleinen Herrschaft. Mit der Vereinigung der beiden Pfarreien Clarafond und Drumettaz entstand 1723 die heutige Doppelgemeinde.

## Sehenswürdigkeiten

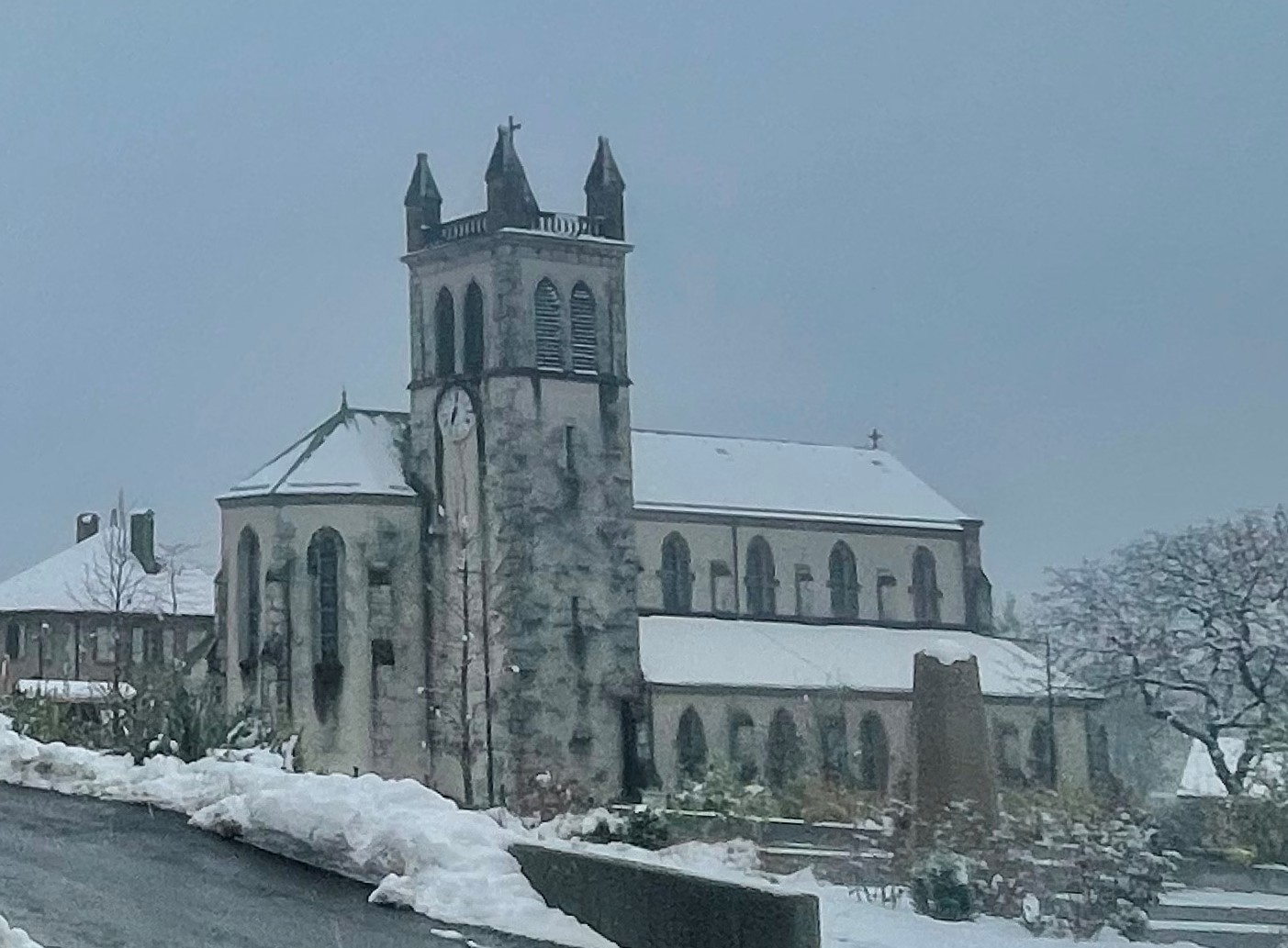
Kirche Saint-Maurice

Die Kirche von Drumettaz wurde 1860 erbaut. Blitzschlag zerstörte 1911 die Spitze ihres Glockenturms, die danach nicht wieder aufgebaut wurde. In Clarafond steht die Kapelle Saint-Maurice, welche den Chor der ehemaligen gotischen Prioratskirche darstellt. Von den profanen Bauwerken sind das Château du Donjon und mehrere alte Bauernhäuser aus dem 16. bis 18. Jahrhundert zu erwähnen.

## Bevölkerung
| Jahr                       | 1962 | 1968 | 1975 | 1982 | 1990 | 1999 | 2006 | 2011 | 2020 |
| Einwohner                  | 799  | 1182 | 1234 | 1410 | 1712 | 1966 | 2139 | 2474 | 2998 |
| Quellen: Cassini und INSEE |      |      |      |      |      |      |      |      |      |

Mit 3016 Einwohnern (Stand 1. Januar 2022) gehört Drumettaz-Clarafond zu den mittelgroßen Gemeinden des Département Savoie. Nachdem die Einwohnerzahl in der ersten Hälfte des 20. Jahrhunderts rückläufig war, wurde seit Beginn der 1960er Jahre dank der attraktiven Wohnlage wieder eine markante Bevölkerungszunahme verzeichnet. Seither hat sich die Einwohnerzahl beinahe verdreifacht.

## Wirtschaft und Infrastruktur
Drumettaz-Clarafond war bis weit ins 20. Jahrhundert hinein ein vorwiegend durch die Landwirtschaft geprägtes Dorf. Daneben gibt es heute verschiedene Betriebe des Klein- und Mittelgewerbes. Mittlerweile hat sich das Dorf zur Wohngemeinde entwickelt. Viele Erwerbstätige sind Wegpendler, die in den größeren Ortschaften der Umgebung, insbesondere im Raum Chambéry ihrer Arbeit nachgehen.
Die Ortschaft ist verkehrsmäßig gut erschlossen. Sie liegt an einer Departementsstraße, die von Chambéry nach Mouxy führt. Weitere Straßenverbindungen bestehen mit Aix-les-Bains und Viviers-du-Lac. Der nächste Anschluss an die Autobahn A41, welche das Gemeindegebiet durchquert, befindet sich in einer Entfernung von rund 5 km.

## Gemeindepartnerschaft
Mit der italienischen Gemeinde Sutri in der Provinz Viterbo (Latium) besteht seit 1999 eine Partnerschaft.